# NGC 1561
NGC 1561 ist eine elliptische Galaxie vom Hubble-Typ E/S0 im Sternbild Dorado am Südsternhimmel. Sie ist schätzungsweise 398 Millionen Lichtjahre von der Milchstraße entfernt und hat einen Durchmesser von etwa 130.000 Lichtjahren.

Im selben Himmelsareal befinden sich die Galaxien NGC 1563, NGC 1564, NGC 1565 und IC 2064.
Das Objekt wurde im Jahr 1886 von Francis Leavenworth entdeckt.